# Cairnsichthys rhombosomoides
Cairnsichthys rhombosomoides är en fiskart som först beskrevs av Nichols och Raven 1928.  Cairnsichthys rhombosomoides ingår i släktet Cairnsichthys och familjen Melanotaeniidae. IUCN kategoriserar arten globalt som sårbar. Inga underarter finns listade.